# Karl Hein
Karl Hein (Hamburgo, 11 de junho de 1908 - Hamburgo, 10 de julho de 1982) foi um atleta alemão, campeão olímpico de lançamento de martelo em Berlim 1936. Foi também campeão europeu em 1938, fazendo a sua melhor marca pessoal de 58,77m.
Heinz, que antes do martelo praticava o tiro e o lançamento de disco, voltou-se para essa modalidade em 1934 após ver um documentário sobre os Jogos Olímpicos de Los Angeles, de 1932, e ter ficado impressionado com o campeão olímpico do martelo, Pat O'Callaghan, da Irlanda, passando a praticar o mesmo esporte e sendo, ele também, campeão olímpico.
Aos 65 anos de idade, ainda praticava o esporte por amor, e lançava o martelo a mais de 50 metros 